# VRT 1
VRT 1 (tot en met 20 januari 2005 TV1, en tot en met 30 april 2023 Eén) is het eerste net van de VRT, de Vlaamse openbare televisieomroep. De zender wordt gesteund door de Vlaamse overheid en gedeeltelijk gefinancierd door middel van subsidies.
In Nederland wordt de zender dikwijls met de naam België Eén of België 1 aangeduid. Sinds 15 maart 2022 heeft Eén geen eigen website meer. Bezoekers worden automatisch doorverwezen naar de website VRT MAX.
Sinds 1 mei 2023 gaat de zender voortaan door het leven als VRT 1. De zender kreeg ook een nieuwe stijl en een nieuw logo. 

## Geschiedenis
VRT 1 is de eerste en bijgevolg oudste Nederlandstalige televisiezender van België. De eerste uitzending was op 31 oktober 1953 onder de vlag van het NIR.
Na het initiële succes bij het Vlaamse kijkerspubliek in de jaren '60 begon de populariteit van de zender vanaf de jaren '70 af te nemen: de kijkers hadden de populaire amusementsprogramma's op de Nederlandse televisienetten ontdekt. De komst van de commerciële omroep VTM in 1989 was een nieuwe klap. Het duurde nog tot de tweede helft van de jaren '90 vooraleer de zender met een grote modernisering onder impuls van gedelegeerd bestuurder Bert De Graeve zijn marktaandeel wist te heroveren.
Sinds 2017 is een mogelijkheid om bijna alle VRT 1-programma's en podcasts live of op aanvraag te bekijken of luisteren op het gratis streamingsplatform VRT MAX.

## Vernieuwingen
In 2005 kon Aimé Van Hecke, voormalig directeur televisie van de VRT, het resultaat van de grondige opknapbeurt van de VRT-netten voorstellen. Op 21 januari 2005 werd TV1 dus Eén, met als nieuwe slogan Ieder zijn Eén. Het logo en de naam werden als één zonder hoofdletter en met twee accenten geschreven. In een gewone lopende tekst werd Eén echter met een hoofdletter en met een accent op de tweede e geschreven. De vernieuwing maakte deel uit van het project Xi. Canvas is op 24 oktober 2005 en Ketnet op 1 april 2006 vernieuwd. Op 31 augustus 2015 is de zenderstijl hernieuwd onder het motto Bij Eén zit je goed. Op 13 augustus 2019 werd er een nieuw logo voorgesteld dat in gebruik is sinds 2 september 2019. Op 1 mei 2023 werd de naam veranderd naar VRT 1 en werd het logo ook vernieuwd.

## VRT 1 HD
In het voorjaar van 2009 is de VRT gestart met haar volledige hd-uitzendingen. In de zomer van 2008 waren er testen met de Ronde van Frankrijk en de Olympische Spelen. In 2009 werden er vier fictiereeksen in hd uitgezonden. Dit aanbod is in de loop ter tijd fors uitgebreid. Midden augustus 2013 schakelde Eén over naar een hogere hd-kwaliteit: van 720p naar 1080i.

## Audiodescriptie (AD) & Vlaamse Gebarentaal (VGT)
VRT 1 biedt de mogelijkheid aan om bepaalde programma's te ondersteunen met audiodescriptie en Vlaamse Gebarentaal, waardoor ze toegankelijker worden voor kijkers met visuele of auditieve beperkingen.
Bovendien voorziet VRT MAX, het digitale streamingplatform van de omroep, een optie om programma's met audiodescriptie en Vlaamse Gebarentaal te bekijken op aanvraag.

## Ontvangst
VRT 1 is een zender die verplicht in het aanbod zit van alle Belgische en Nederlandse kabelnetten. Ook is VRT 1 in Vlaanderen te bekijken via DVB-T in het pakket van TV Vlaanderens Antenne TV en in Nederland in het pakket van KPN's Digitenne. Voorheen zat het in België in het pakket van het stopgezette Teletenne van Telenet en was het tot 1 december 2018 gratis te ontvangen via DVB-T. Van november 2005 tot 26 mei 2015 was de zender te bekijken via satellietpositie Astra 19,2°O. VRT 1 HD is te bekijken via satellietpositie Astra 23,5°O. Hiervoor kan men in Nederland een abonnement afsluiten bij Canal Digitaal, en in België via TV Vlaanderen. De hd-zender zit in de meeste digitale pakketten, uitgezonderd DVB-T.
De zender biedt ook online ontvangst aan op het streamingsplatform VRT MAX.

## Meest bekeken programma's van VRT 1
Sinds de huidige meetmethode voor kijkcijfers in 1997 werd aangenomen, zijn dit de 20 meest bekeken programma's op VRT 1:
| Positie | Programma                                  | Datum            | Aantal kijkers |
| ------- | ------------------------------------------ | ---------------- | -------------- |
| 1.      | WK voetbal 2018: Frankrijk - België        | 10 juli 2018     | 2.502.000      |
| 2.      | Euro 16: Hongarije - België                | 26 juni 2016     | 2.420.000      |
| 3.      | Euro 16: Zweden - België                   | 22 juni 2016     | 2.409.000      |
| 4.      | Euro 16: België - Italië                   | 13 juni 2016     | 2.304.000      |
| 5.      | Euro 16: Wales - België                    | 1 juli 2016      | 2.296.000      |
| 6.      | F.C. De Kampioenen Kerstspecial            | 25 december 2020 | 2.283.418      |
| 7.      | Schalkse Ruiters                           | 2 maart 1997     | 2.278.700      |
| 8.      | WK voetbal 2018: Brazilië - België         | 6 juli 2018      | 2.251.000      |
| 9.      | WK voetbal 2018: België - Japan            | 2 juli 2018      | 2.210.000      |
| 10.     | Eigen kweek                                | 21 februari 2016 | 2.157.926      |
| 11.     | De Allerslimste Mens ter Wereld            | 27 januari 2011  | 2.140.500      |
| 12.     | De Slimste Mens ter Wereld                 | 5 februari 2009  | 2.126.500      |
| 13.     | De Ronde                                   | 13 februari 2011 | 2.125.200      |
| 14.     | WK voetbal 2018: België - Panama           | 18 juni 2018     | 2.077.900      |
| 15.     | De Pappenheimers                           | 5 februari 2012  | 2.055.600      |
| 16.     | Witse                                      | 16 januari 2011  | 2.024.300      |
| 17.     | WK voetbal 2018: Engeland - België         | 28 juni 2018     | 2.023.200      |
| 18.     | Het Journaal (afscheid van Martine Tanghe) | 30 november 2020 | 2.008.425      |
| 19.     | Van vlees en bloed                         | 5 februari 2009  | 1.994.300      |
| 20.     | EK voetbal 2000: België - Italië           | 14 juni 2000     | 1.985.200      |

Enkele markante cijfers van vóór 1997 (berekend zonder kijkerspanel en bijgevolg niet te vergelijken met de voorgaande cijfers).
| Programma             | Datum            | Aantal kijkers |
| --------------------- | ---------------- | -------------- |
| Wij, Heren van Zichem | 1 januari 1970   | 2.960.000      |
| Slisse & Cesar        | 11 april 1978    | 2.393.000      |
| Hoger, lager          | 5 januari 1989   | 1.550.000      |
| Morgen Maandag        | 12 december 1993 | 1.810.000      |
| F.C. De Kampioenen    | 30 december 1995 | 2.050.000      |
| Kapitein Zeppos       | 1 januari 1964   | 3.960.000      |

## Netmanagers
De positie van netmanager van VRT 1 is momenteel vacant. Voormalige netmanagers waren onder meer Lotte Vermeir (2021-2024), Olivier Goris (2014-2021), Jean Philip De Tender (2007-2014), Mieke Berendsen (2006-2007), Bettina Geysen (2003-2006) en Wim Vanseveren (1998-2003).

## Omroepsters
De programma's werden tot en met 16 juli 2015 aan elkaar gepraat door enkele vaste omroepsters. De laatste waren:
- Andrea Croonenberghs
- Eva Daeleman
- Geena Lisa
- Saartje Vandendriessche

## Beeldmerk

Van 1 januari 1982 t/m februari 1988
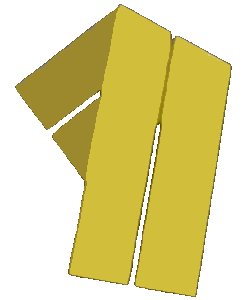
Van februari 1988 t/m 31 augustus 1990
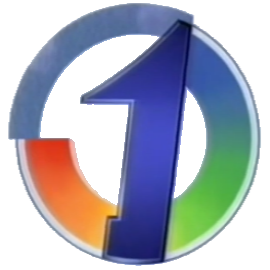
Van 1 september 1990 t/m september 1995
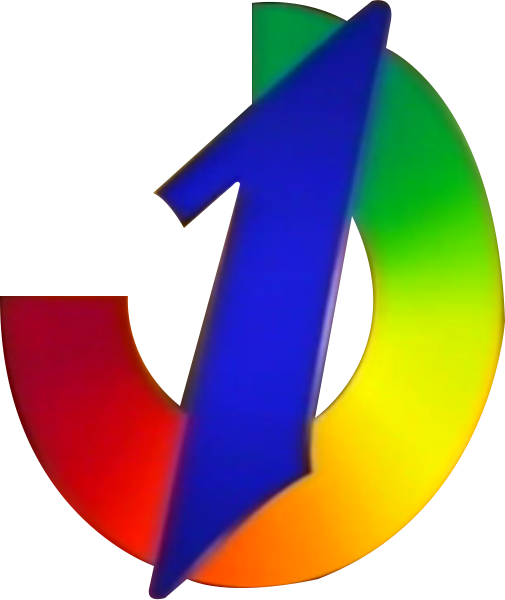
Van september 1995 t/m 31 augustus 1997
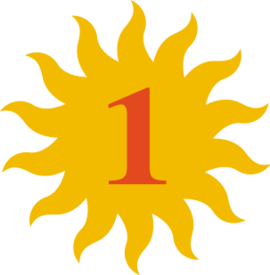
Van 1 september 1997 t/m 20 januari 2005
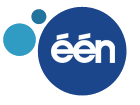
Van 21 januari 2005 t/m 1 februari 2009
Van 2 februari 2009 t/m 30 augustus 2015
Van 31 augustus 2015 t/m 1 september 2019
Van 2 september 2019 t/m 30 april 2023
Sinds 1 mei 2023